# Contulma colombiensis
Contulma colombiensis is een schietmot uit de familie Anomalopsychidae. De soort komt voor in het Neotropisch gebied.